# Хиллер, Артур
А́ртур Хи́ллер (англ. Arthur Hiller; 22 ноября 1923, Эдмонтон — 17 августа 2016, Лос-Анджелес) — канадский и американский режиссёр кино и телевидения, актёр и продюсер.

## Биография
Родился в Эдмонтоне (Альберта), в семье еврейских эмигрантов из Польши Харри Хиллера и Роуз Гарфин, поселившихся в Канаде в 1912 году после нескольких лет жизни в Нью-Йорке. У него были старшие сёстры Дора и Голда. По приезде в Эдмонтон отец открыл мужскую парикмахерскую, затем магазины мужской одежды и бывших в употреблении музыкальных инструментов. Разговорным языком в семье был идиш, дети посещали школу с обучением на этом языке, а родители будущего режиссёра субсидировали открытие первого в городе еврейского театра, в котором он уже к одиннадцати годам начал выступать с эпизодическими ролями.
Окончил Университетский колледж Торонтского университета в степени бакалавра искусств. В 1950 году получил звание магистра гуманитарных наук, а в 1995 году стал почётным доктором юридических наук.

## Карьера
Начал свою карьеру в 1950-х годах на Торонтском телеканале CBC. Там он стал успешным телережиссёром и перешёл к созданию полнометражных фильмов в Голливуде.
С 1989 по 1993 год был президентом гильдии режиссёров Америки, а с 1993 по 1997 год — президентом академии кинематографических искусств и наук.
В 2002 году был удостоен звезды на канадской Алее славы и Награды имени Джина Хершолта. В 2006 получил звание офицера ордена Канады.

## Личная жизнь
С 1948 года был женат на Гвен Хиллер. Имели двух детей и двух внуков.

## Фильмография

### Режиссёр
| Год  | Название фильма                  | Оригинальное название                     |
| ---- | -------------------------------- | ----------------------------------------- |
| 1957 | Беззаботные года                 | The Careless Years                        |
| 1963 | Чудесное спасение белых скакунов | Miracle of the White Stallions            |
| 1963 | Хитрые дельцы                    | The Wheeler Dealers                       |
| 1964 | Американизация Эмили             | The Americanization of Emily              |
| 1965 | Нечего декларировать             | Promise Her Anything                      |
| 1966 | Пенелопа                         | Penelope                                  |
| 1967 | Тобрук                           | Tobruk                                    |
| 1967 | Выход тигра                      | The Tiger Makes Out                       |
| 1969 | Попи                             | Popi                                      |
| 1970 | Приезжие                         | The Out-of-Towners                        |
| 1970 | История любви                    | Love Story                                |
| 1971 | Больница                         | The Hospital                              |
| 1971 | Номер в отеле Плаза              | Plaza Suite                               |
| 1972 | Человек из Ламанчи               | Man of La Mancha                          |
| 1974 | Безумный мир Джулиуса Врудера    | The Crazy World of Julius Vrooder         |
| 1975 | Человек в стеклянной будке       | The Man in the Glass Booth                |
| 1976 | Серебряная стрела                | Silver Streak                             |
| 1979 | Ночное крыло                     | Nightwing                                 |
| 1979 | Свояки (Свадебная вечеринка)     | The In-Laws                               |
| 1982 | Занимаясь любовью                | Making Love                               |
| 1982 | Автора! Автора!                  | Author! Author!                           |
| 1983 | Романтическая комедия            | Romantic Comedy                           |
| 1984 | Бобыль                           | The Lonely Guy                            |
| 1984 | Учителя                          | Teachers                                  |
| 1987 | Бешеные деньги                   | Outrageous Fortune                        |
| 1989 | Ничего не вижу, ничего не слышу  | See No Evil, Hear No Evil                 |
| 1990 | Как преуспеть в делах            | Taking Care of Business                   |
| 1991 | И в горе, и в радости            | Married to It                             |
| 1992 | Малыш                            | The Babe                                  |
| 1996 | Папа угнал автомобиль            | Carpool                                   |
| 1998 | Гори, Голливуд, гори             | An Alan Smithee Film: Burn Hollywood Burn |
| 2006 | Шайбу! Шайбу!                    | Pucked                                    |

### Продюсер
| Год  | Фильм                         | Оригинальное название             |
| ---- | ----------------------------- | --------------------------------- |
| 1970 | История любви                 | Love Story                        |
| 1972 | Человек из Ламанчи            | Man of La Mancha                  |
| 1974 | Безумный мир Джулиуса Врудера | The Crazy World of Julius Vrooder |
| 1979 | Свояки                        | The In-Laws                       |
| 1984 | Бобыль                        | The Lonely Guy                    |

### Актёр
| Год  | Фильм                            | Оригинальное название            | Роль               |
| ---- | -------------------------------- | -------------------------------- | ------------------ |
| 1998 | Продавцы Венеры                  | Merchants of Venus               | преподобный Филипс |
| 1998 | Свободная страна                 | Land of the Free                 | судья              |
| 2000 | Затерянные в отеле Першинг Пойнт | Lost in the Pershing Point Hotel | евангелист         |

## Кинонаграды

### Оскар
1971: номинация на лучшего режиссёра за фильм История любви; 

2002: гуманитарная награда имени Джина Хершолта.

### Золотой глобус
1971: победа в номинации лучший режиссёр за фильм История любви.

### Эмми
1962: номинация на приз за выдающиеся режиссёрские достижения за некоторые эпизоды сериала Naked City.

### Берлинский кинофестиваль
1972: Серебряный медведь за фильм Больница; 

1972: номинация на Золотого медведя за фильм Больница.

### Золотая малина
1999: номинация худший режиссёр за фильм Гори, Голливуд, гори (указан как Алан Смити).

### Directors Guild of America
1971: номинация на DGA Award «Лучшая режиссура — Художественный фильм» за фильм История любви; 

1993: DGA Honorary Life Member Award; 

1999: награда за достижения имени Роберта Алдриха.

### Ojai Film Festival
2005: пожизненная награда за достижения.

### Palm Springs International Film Festival
2002: награда за режиссёрские достижения.

### Santa Clarita International Film Festival
2001: пожизненная награда за достижения.